# 南都七大寺
南都七大寺（なんとしちだいじ）は、奈良時代に平城京（南都・奈良）およびその周辺に存在して朝廷の保護を受けた7つの官寺を指す。初出は平安時代『扶桑略記』延長4年(926年)12月9日条で、「七大寺、東大寺、興福寺、元興寺、大安寺、薬師寺、西大寺、法隆寺」とされた。2年後『延喜式』にも七大寺として寺院名と寺院配列も同一で表記された。

## 七大寺一覧
| No. | 山号   | 寺院名 | 開基       | 宗派            | 所在地                                                       |
| --- | ------ | ------ | ---------- | --------------- | ------------------------------------------------------------ |
| 1   | 無し   | 東大寺 | 聖武天皇   | 華厳宗          | 奈良県奈良市雑司町406-1                                      |
| 2   | 無し   | 興福寺 | 藤原不比等 | 法相宗          | 奈良県奈良市登大路町48番地                                   |
| 3   | 無し   | 元興寺 | 蘇我馬子   | 華厳宗 真言律宗 | 奈良県奈良市芝新屋町12 奈良県奈良市中院町11 奈良市西新屋町45 |
| 4   | 無し   | 大安寺 | 舒明天皇   | 高野山真言宗    | 奈良県奈良市大安寺2丁目18-1                                  |
| 5   | 勝宝山 | 西大寺 | 孝謙上皇   | 真言律宗        | 奈良県奈良市西大寺芝町1-1-5                                  |
| 6   | 無し   | 薬師寺 | 天武天皇   | 法相宗          | 奈良県奈良市西ノ京町457                                      |
| 7   | 無し   | 法隆寺 | 聖徳太子   | 聖徳宗          | 奈良県生駒郡斑鳩町法隆寺山内1-1                              |

唐招提寺を法隆寺（奈良から離れた斑鳩に所在する）の代わりに入れる場合もある。
また、文武天皇以後に四大寺と通称され、元興寺、大安寺、川原寺（現在の弘福寺）、薬師寺が上げられていたが、聖武天皇の代に川原寺が興福寺に代えられた。
「七大寺」の用語自体は『続日本紀』天平勝宝8歳（756年）5月4日条「於二七大寺一誦経焉」が初出だが、寺院名の当初の構成は藤原京から移した大安寺、薬師寺、元興寺に、興福寺、東大寺を加えた五大寺以外は不明である。

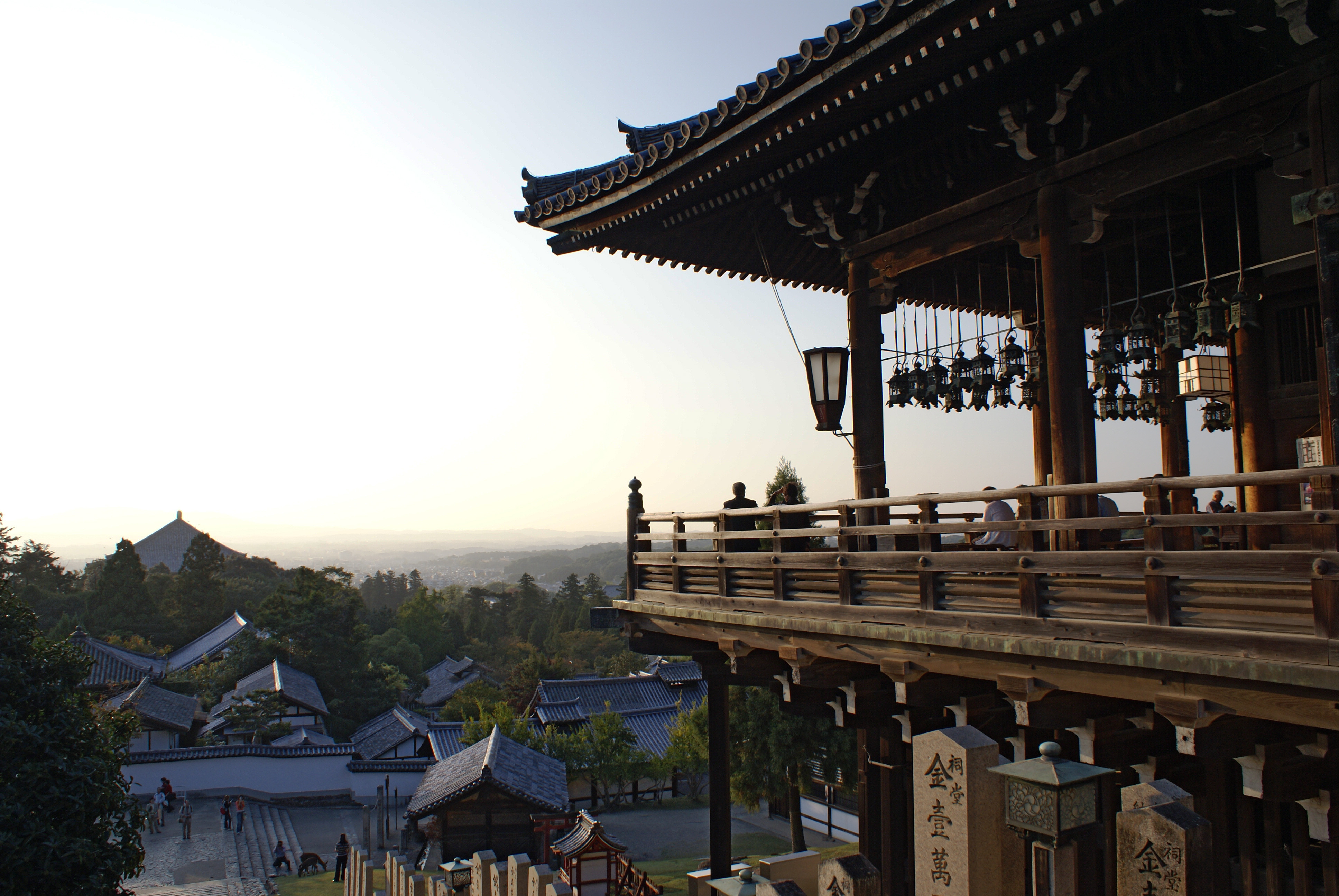
東大寺
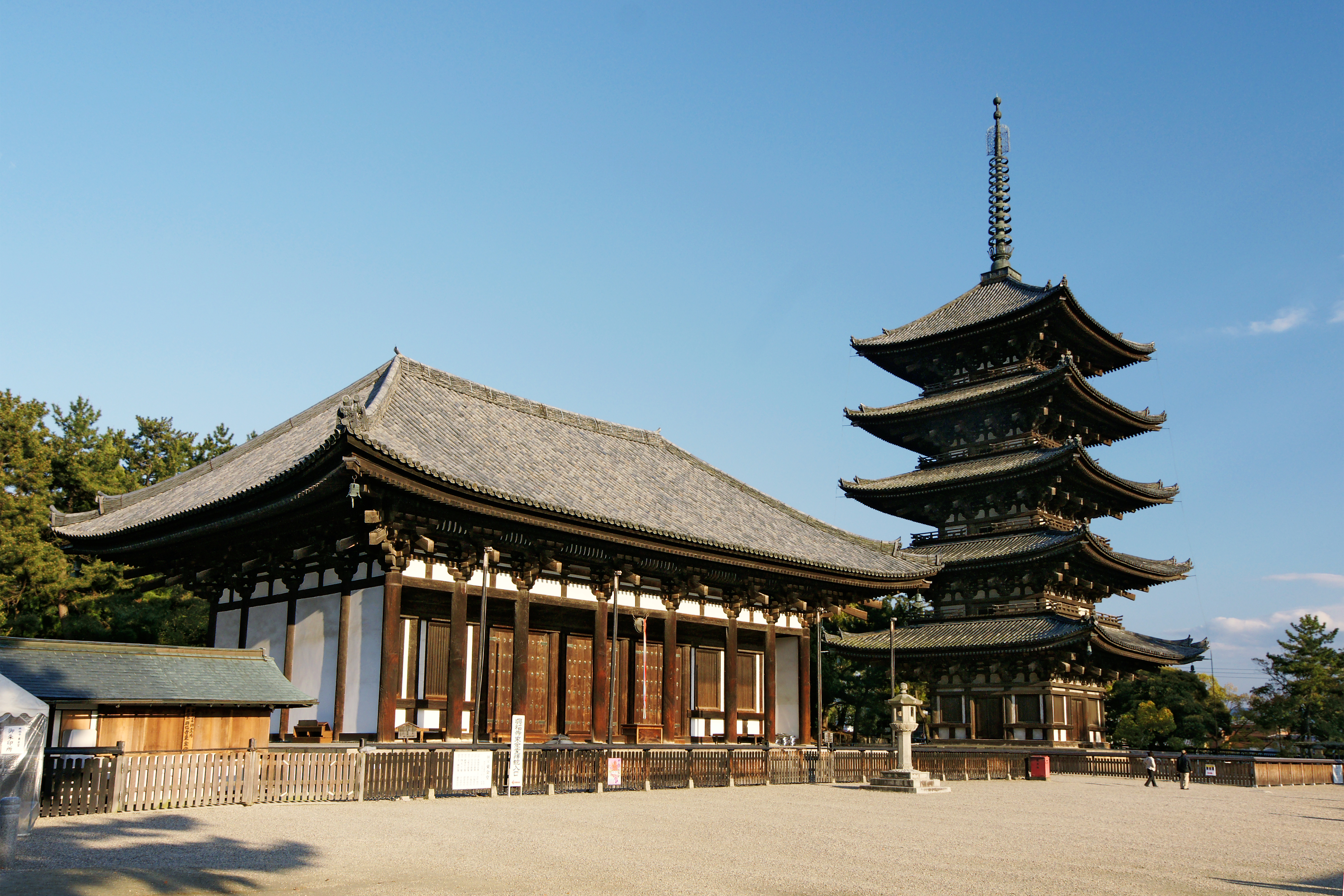
興福寺
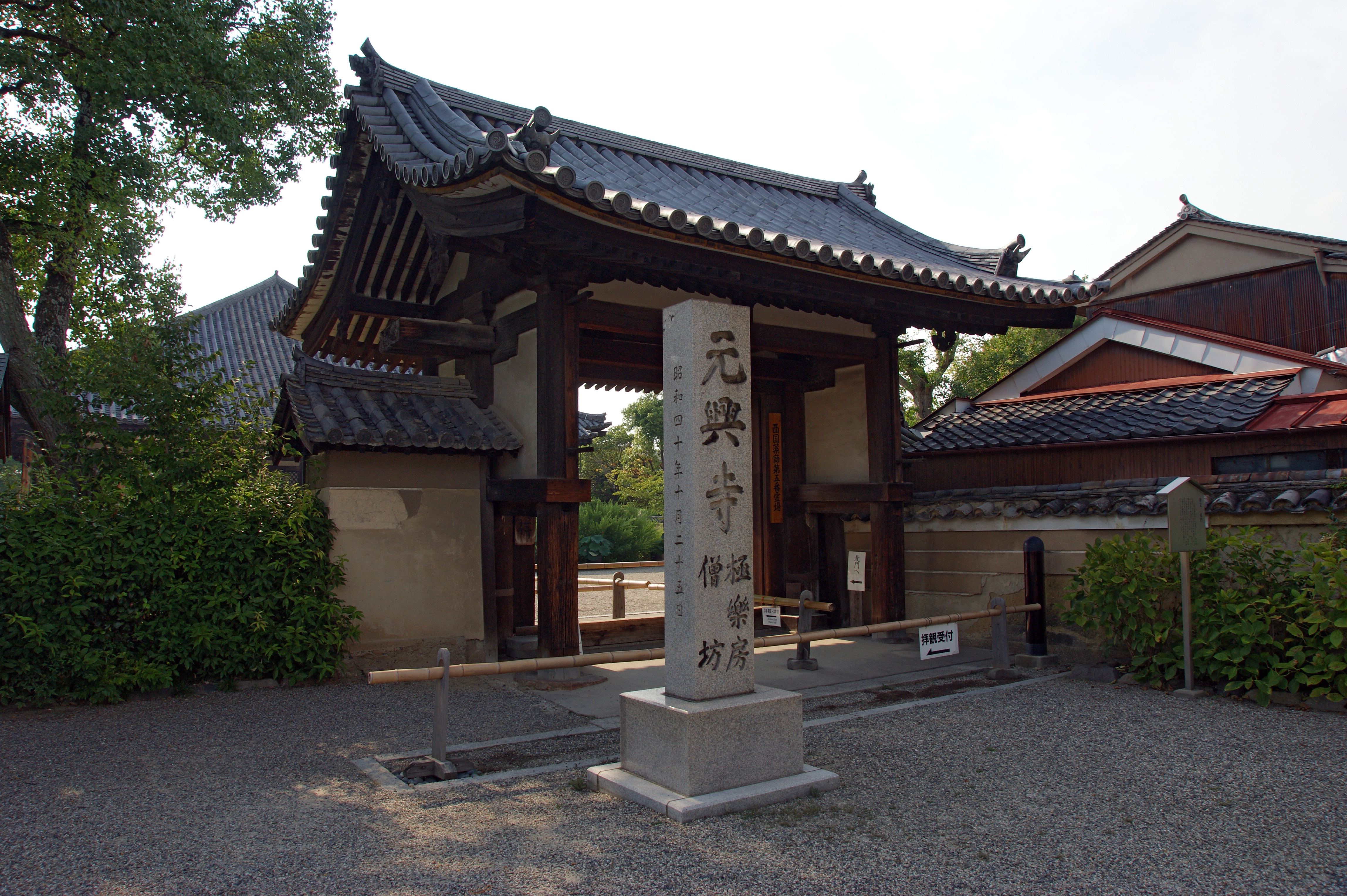
元興寺
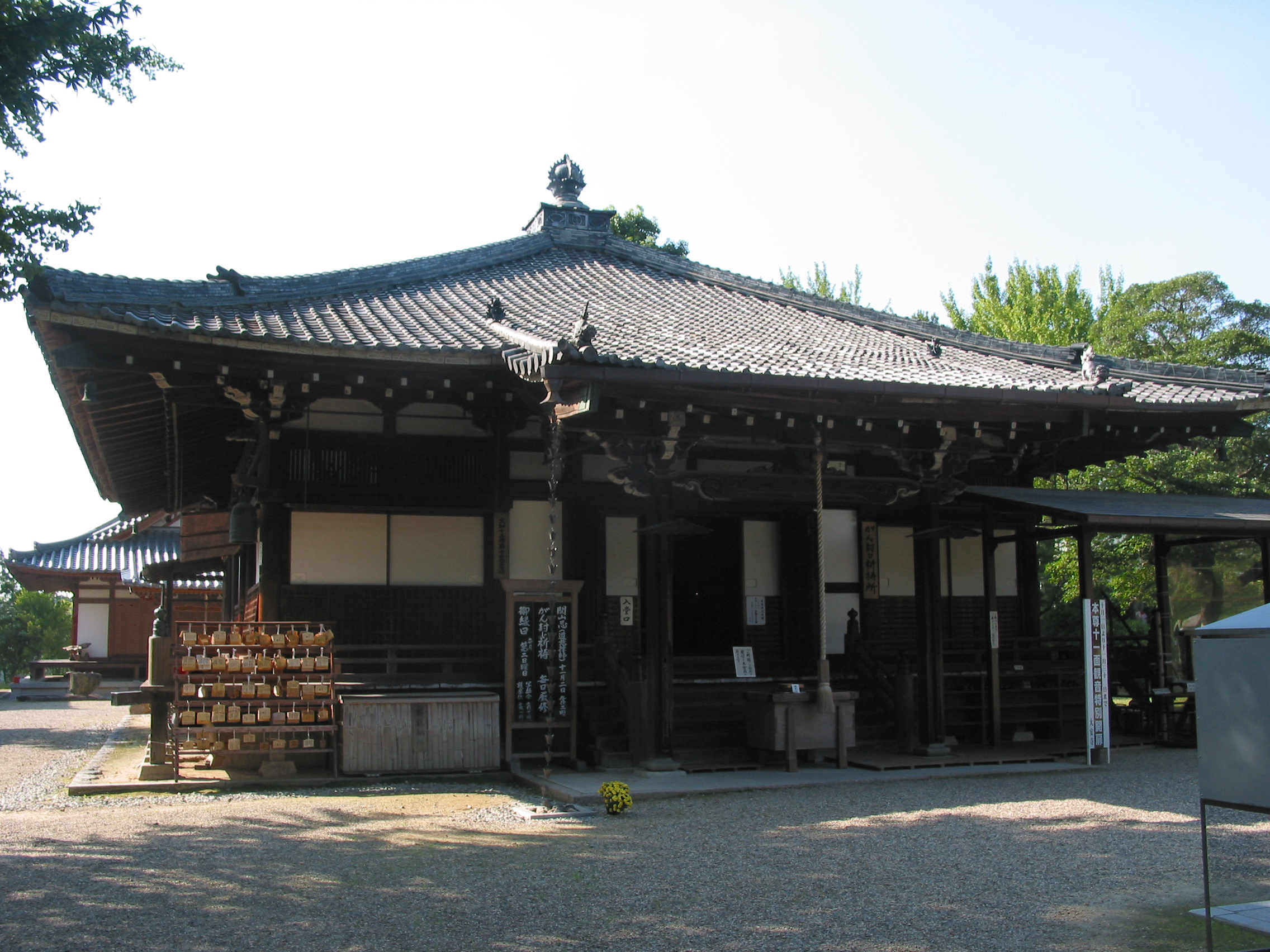
大安寺
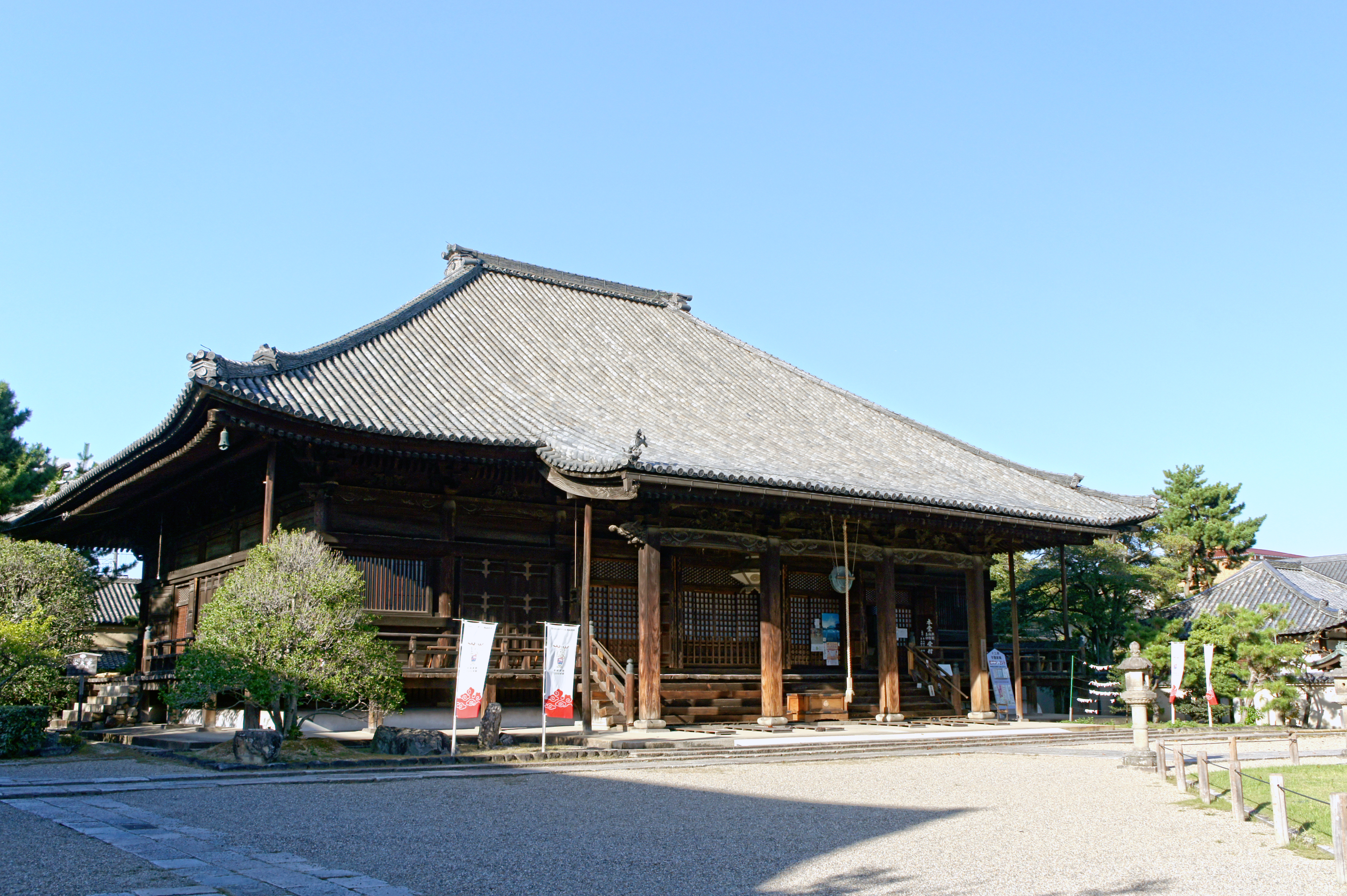
西大寺
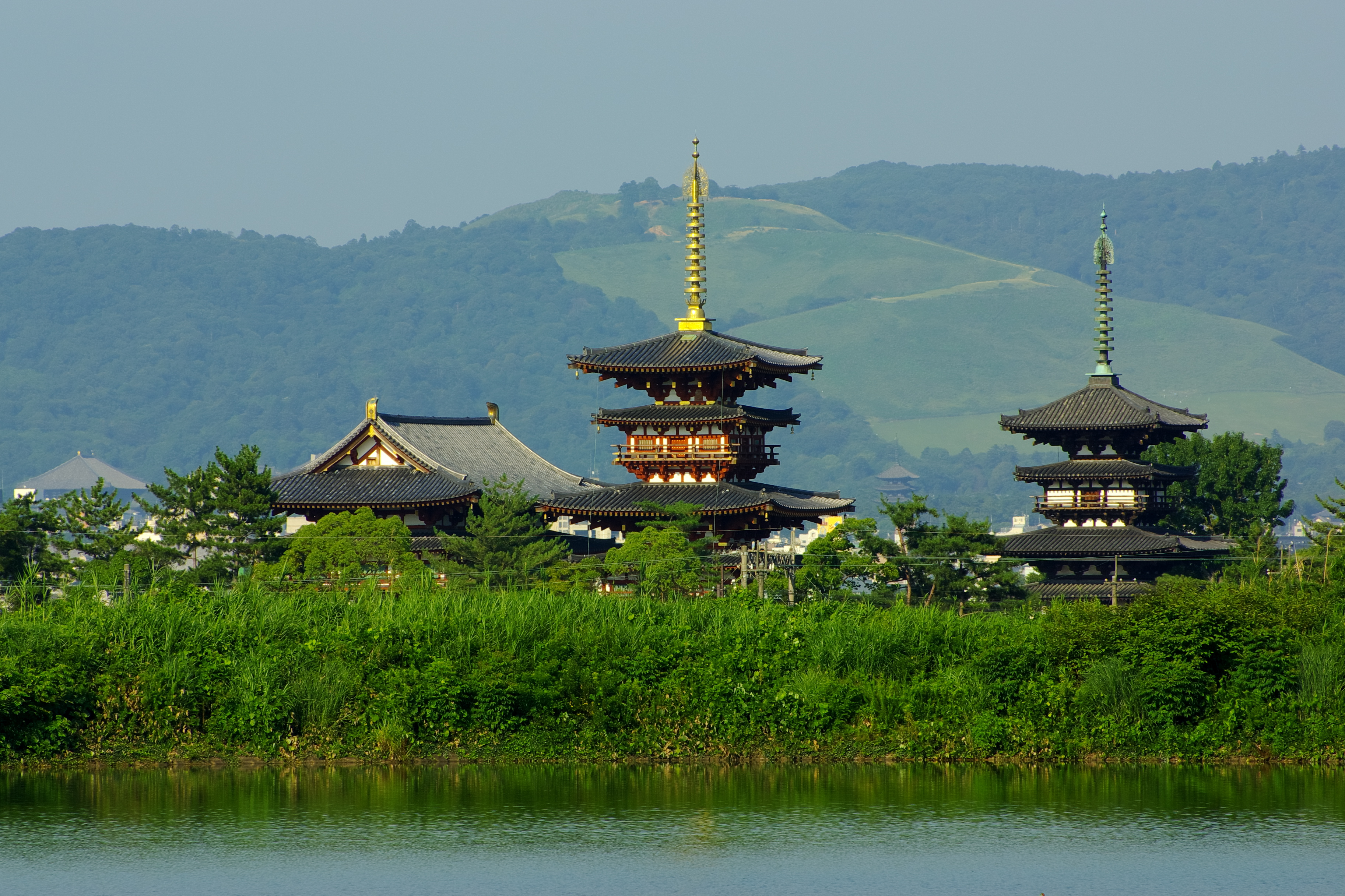
薬師寺
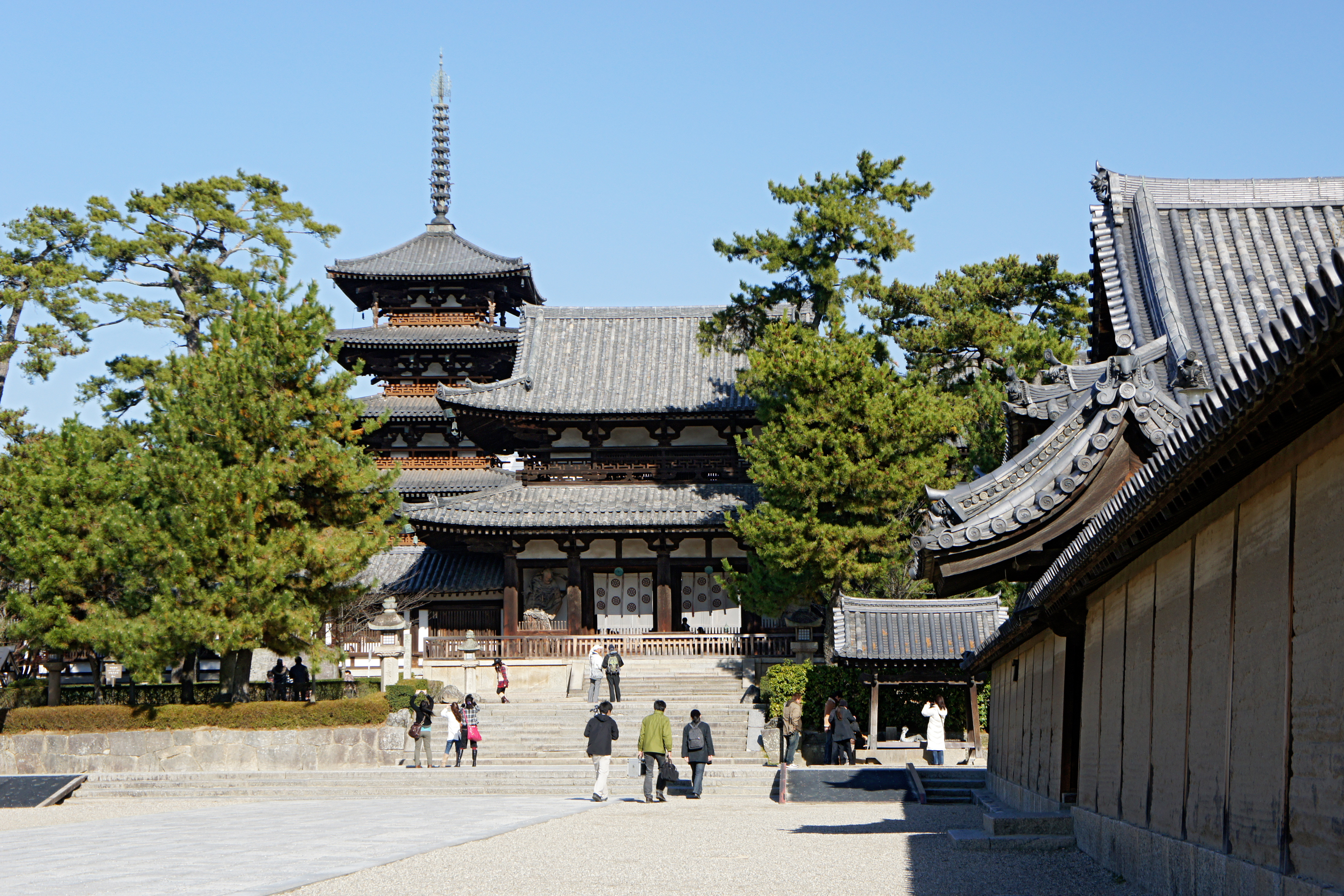
法隆寺